# Der Froschkönig (2018)
Der Froschkönig ist ein deutscher Fernsehfilm von Jeanette Wagner aus dem Jahr 2018, der im Auftrag für das ZDF produziert wurde. Es ist der zweite Film des Herzkino-Ablegers Herzkino.Märchen, bei dem Märchen der Brüder Grimm auf die heutige Zeit umgemünzt werden.

## Handlung
Der Film interpretiert das Märchen der Brüder Grimm Der Froschkönig oder der eiserne Heinrich neu. Isabelle, die jüngste Tochter eines reichen Schlosshotelbesitzers, verliert nach einer Verabredung mit Freunden in einem vornehmen Restaurant eine Kette mit goldener Kugel, die sie von ihrer Mutter geerbt hat. Jimi, der im Restaurant als Taucher die Aquarien reinigt und sich auf den ersten Blick in Isabelle verliebt hat, holt ihr die Kette aus einem Kanalisationsschacht zurück. Doch dafür muss Isabelle mit ihm einen Vertrag schließen und Jimi die Welt der Reichen und Schönen zeigen. Vier Wochen will er sie auf Schritt und Tritt begleiten und lernen, sich in der gehobenen Gesellschaft zu bewegen.
Für Isabelle ist Jimi zuerst lästig, aber später stellt er sich als äußerst charmante Begleitung heraus. Isabelle möchte nach dem Ende ihres Studiums einen eigenen Platz im Schlosshotel neben ihrem Vater Simeon Herzog und ihren beiden Halbschwestern Lea und Lilly finden. Dazu übernimmt sie die Aufgabe, die alljährliche Spendengala für ein Kinderheim zu organisieren und prominente Sponsoren einzuladen. Sie muss den exzentrischen Hermann von Lichtenstein gewinnen; doch der kennt nur Isabelles ältere Schwestern und hält sie zunächst für eine Hochstaplerin.
Jimi, der Isabelle auf Schritt und Tritt folgt, erkennt schnell, dass sie ihre Aufgabe falsch angeht. Er zeigt ihr, wo er groß geworden ist: in einem Kinderheim. Mit seiner Hilfe schafft es Isabelle, die Sponsoren zu überzeugen, und die Gala wird ein großer Erfolg.
Parallel wird die Geschichte von Jimis Freund und Mitbewohner Heinrich erzählt. Er ist Biker und arbeitet als Koch in dem Restaurant, wo Jimi die Aquarien reinigt. Heinrich ist in seine Kollegin Betty verliebt, die ihn kaum beachtet. Erst als Heinrich sie vor ihrem Chef verteidigt und dabei von ihm niedergestochen wird, erkennt sie sein gutes Herz und wendet sich ihm zu.
Die Spendengala findet im Hotel statt, und Isabelle stellt Jimi ihrer Freundin vor, denn sie glaubt, er hätte die letzten Wochen nur absolviert, um diese Frau kennen zu lernen. Dabei ist sie traurig, da sie sich inzwischen selbst in Jimi verliebt hat. Das Missverständnis klärt sich jedoch als auf, und die beiden werden ein Paar. Der Film endet damit, dass Isabelle Pläne hat, ein eigenes Hotel zu kaufen und dies gemeinsam mit Jimi zu führen.

## Hintergrund
Der Froschkönig ist eine Produktion der sabotage films GmbH. Der Film wurde vom 10. April 2018 bis zum 12. Mai 2018 gedreht. Der Film war ursprünglich als Pilotfilm der Reihe gedacht, man entschied sich aber dann die später im Sommer gedrehte Folge Schneeweißchen und Rosenrot als Erstes zu senden.

## Kritik
Die Kritiker der Fernsehzeitschrift TV Spielfilm gaben den Daumen nach oben, vergaben für Humor, Action und Spannung je einen von drei möglichen Punkten und kommentierten: „Kein Film für die Ewigkeit, aber charmant“.